# Kay Werner Nielsen
Kay Werner Nielsen (* 28. Mai 1921 in Aarhus; † 13. März 2014 in Kopenhagen) war ein dänischer Bahnradsportler.
Kay Werner Nielsen war einer der dominierenden Profi-Bahnradsportler Dänemarks im Ausdauerbereich von den 1940er bis in die 1960er Jahre hinein. Er errang 13 nationale Titel in der Einerverfolgung der Profis. Bei den UCI-Bahn-Weltmeisterschaften 1951 in Mailand wurde er in dieser Disziplin Dritter, zwei Jahre später, bei der Bahn-WM in Zürich Vizeweltmeister und 1954 Vierter. 1956 in Ordrup wurde er vor heimischem Publikum nochmals Dritter.
Nielsen startete auch bei 56 Sechstagerennen, von denen er 14 gewann, allein acht davon mit seinem Landsmann Palle Lykke. Nach dem Ende seiner Radsportlaufbahn im Jahre 1961 war er einige Zeit Präsident der Profi-Abteilung des dänischen Radsportverbandes. Von 1977 bis 1983 war Nielsen Sportdirektor im Forum Kopenhagen. Er starb am 13. März 2014 im Alter von 92 Jahren.